# Directive sur la brevetabilité des inventions biotechnologiques
Lire en ligne

http://eur-lex.europa.eu/LexUriServ/LexUriServ.do?uri=CELEX:31998L0044:FR:HTML

La Directive 98/44/CE du Parlement européen et du Conseil du 6 juillet 1998 relative à la protection juridique des inventions biotechnologiques, adoptée sur la base de l’article 95 TCE sur l’harmonisation du marché intérieur, vise à définir une approche commune de l'attribution des brevets liés aux biotechnologies (notamment les plantes et les gènes d'origine humaine) dans l'Union européenne, mais n'est pas une loi bioéthique à proprement parler, domaine pour lequel l'Union n'a pas compétence.
Fait relativement rare, la Commission européenne a cependant introduit certaines notions éthiques dans un texte juridique, sans pour autant influer sur la valeur normative et technique de celui-ci : les considérants introductifs à la directive ont ici une énorme valeur explicative, et aident à limiter les éventuels problèmes d’interprétation qui pourraient survenir. Cette évolution est liée au rejet d'une première version par le Parlement européen en 1995.

## Fondements
Dans le domaine pharmaceutique, les investissements sont financièrement à haut risque et le droit des brevets participe depuis plusieurs siècles d'une politique des États visant à protéger et favoriser leur compétitivité. La directive rentre donc dans le cadre d’une stratégie globale de la part de l’Union européenne pour développer ses capacités de recherche et développement dans le domaine des sciences du vivant, et les rééquilibrer face à l’avance japonaise et surtout américaine : cette stratégie se traduit par des incitations au renforcement des collaborations entre laboratoires européens, le financement direct de certains projets de recherche, et une harmonisation des règles de propriété industrielle, afin que des secteurs scientifique et juridique uniques se forment véritablement à l’intérieur de l’espace économique commun. En ce qui concerne les traités européens, la Commission a compétence pour s'intéresser aux domaines de la propriété intellectuelle par le biais de l'article 133 du TCE. Le règlement 2100/94/CE du 27 juillet 1994 traite spécifiquement de la protection des variétés de plantes et ne sera pas évoqué dans ces lignes.

## Historique
Historiquement, aucun domaine technique n’a jamais été explicitement écarté du champ de la brevetabilité : la délivrance de brevet pour des inventions d’origine biologique (au départ, de nouvelles semences essentiellement) était monnaie courante au XIXe et début du XXe siècle, car la protection juridique des inventions était vouée à « tous les genres d’industrie » selon les termes des décrets français des 30 décembre 1790 et 7 janvier 1791. Louis Pasteur obtint par exemple en 1873 le premier brevet pour un organisme vivant, une souche de levure utilisée dans la fabrication de la bière. Cependant, nombreux sont ceux qui au cours des XIXe et XXe siècles ont souligné que le critère d'inventivité était essentiel. C'est ainsi que de nombreux brevets octroyés trop rapidement ont été abandonnés dans la suite, et remplacés, pour ce qui est des plantes, par les certificats d'obtention végétale.

### Un premier échec
L’histoire de cette directive est particulièrement mouvementée, puisqu’une première version en fut rejetée le 1er mars 1995 : il s'agissait même du tout premier texte rejeté par le Parlement européen dans ses nouveaux pouvoirs de codécision.
L’objectif initial de la première proposition, rédigée dès 1988-89 par la Commission visait simplement à clarifier et homogénéiser les conditions d’octroi et obtention de brevets biotechnologiques, de manière à faciliter la circulation des marchandises liées à ces technologies. Si une certaine jurisprudence européenne était déjà disponible au niveau national pour la brevetabilité des inventions biotechnologiques, le fractionnement du système en autant de juridictions que d'États membres devenait source d’imprévisibilité pour les acteurs économiques. L’absence d’un brevet communautaire (qui n'existe toujours pas) se révèle facteur d'incertitudes, une invention brevetable dans un État membre pouvant ne pas l'être dans un autre.
La première proposition de la Commission se voulait essentiellement technique, se bornant à proposer des solutions pour les problèmes de brevetabilité des inventions biotechnologiques. Son application aurait résulté en l’uniformisation des pratiques de délivrance, conduisant à terme à une jurisprudence uniforme au niveau européen. Cette proposition fut publiée en 1989.
Rapidement, et notamment sous la pression du groupe parlementaire des Verts, de nombreux amendements (46) furent déposés, visant essentiellement à prendre en compte les dimensions éthiques et philosophiques induites par les biotechnologies. Une proposition modifiée de directive fut adoptée par le Parlement en 1992, mais trois amendements ajoutés en deuxième lecture furent refusés par le Conseil, conduisant à la formation d’une commission de conciliation. À l’issue des travaux de ce comité, trois écueils majeurs subsistaient :
- Les problèmes de délimitation de la frontière entre découverte (non brevetable) et invention (brevetable), notamment pour la brevetabilité des organismes vivants (animaux) ;
- L’exclusion de la brevetabilité des « procédés de modification de l’identité génétique de la personne humaine » ;
- L’introduction du privilège de l’agriculteur dans la directive.

Le premier point se référait clairement à la possibilité de breveter des gènes d’origine humaine. On était déjà à l’époque en plein début des brevets déposés aux États-Unis par Craig Venter sur des séquences d’ADN d’origine humaine, et l’Office européen des brevets venait de valider le brevet de l’université Harvard sur l’oncosouris. Un accord était apparu sur l’exclusion de la brevetabilité du « corps humain et ses éléments en tant que tels », mais des différences d’interprétation subsistaient, le Parlement craignant que cette formulation ne donne une possibilité encore trop large de breveter des éléments naturels, la distinction entre invention et découverte n’étant pas assez exposée. Le concept sera d'ailleurs entièrement repris et reformulé dans l’article 5 de la directive 98/44.
La deuxième pierre d’achoppement venait de la crainte de certains parlementaires que le texte de la directive ne soit pas assez précis, et qu’une mauvaise interprétation ne permettent à certains de demander des brevets pour des méthodes de thérapie génique germinale (c’est-à-dire sur des cellules reproductrices, la modification étant dès lors transmises par les spermatozoïdes ou les ovules à la descendance du sujet), méthode qui était unanimement dénoncée par les élus européens. On se trouvait cependant dans ce cas en présence d’un amalgame entre brevet, droit de propriété matérielle et autorisation d’inventer: quelle que soit la teneur de la loi sur la brevetabilité, rien dans celle-ci ne pouvant empêcher qui que ce soit d'inventer une telle technologie: l'interdiction de brevetabilité ne ferait que la vouer au domaine public, sans pour autant l'empêcher d'apparaître.
Enfin, le troisième point se référait à la possibilité d’élargir le privilège de l’agriculteur (qui permet à celui-ci de conserver une partie de ses récoltes issues de semences protégées pour lui permettre de réensemencer l’année suivante) aux éleveurs de bétail.
En définitive, ce qui conduisit la directive à être rejetée en troisième lecture le 1er mars 1995 était essentiellement le manque de concertation qui a accompagné sa rédaction, la Commission refusant de sortir d'une rédaction exclusivement technique pour répondre aux inquiétudes éthiques des membres du PE. Mais l’importance de l’enjeu conduisit la Commission à revoir sa copie de fond en comble et à présenter un nouveau projet de directive dès décembre 1995.

### Des clarifications éthiques
Tenant compte des difficultés antérieures, la nouvelle directive est composée de 14 articles, précédés de quelque 56 considérants et, même si elle est très largement orientée pour permettre une protection optimale des inventions biotechnologiques dans tous les domaines (végétal, animal, humain), son intérêt principal — centre de tous les commentaires et de toutes les critiques — se situe dans l’article 5, dédié au corps humain et ses constituants. C’est d’ailleurs essentiellement en contestation de cet article que la Directive se verra portée devant la Cour de justice des Communautés européennes. Il est à noter aussi que la nouvelle directive a profité d’un large changement d’humeurs au sein du Conseil et du Parlement, puisqu’un seul amendement de première lecture du PE a été rejeté par le Conseil, et qu’elle a été adoptée a une large majorité (338-110-15) en deuxième lecture. Si les parlementaires ont rejeté la première directive parce qu’ils en ont découvert le texte au moment du vote, une approche plus concertée et plus orientée sur le dialogue a ainsi permis un vote plus serein pour la deuxième version.
L’amendement 76, rejeté par le Conseil, visait à donner à la directive une prérogative à laquelle elle n’avait pas finalité, à savoir inclure des conditions de brevetabilité autres que les conditions strictes de nouveauté, d’inventivité et d’application industrielle. Cet amendement imposait que la demande de brevet stipule l’origine géographique, l’identité de la personne d’origine, ainsi que la preuve que le matériel génétique concerné était breveté avec l’assentiment de celle-ci.
Si l’amendement se voulait défendre une cause "noble", à savoir notamment la gestion par les pays de leurs propres ressources génétiques (et la lutte contre la biopiraterie), il contrevenait aux efforts de protection des données à caractère personnel défendue par la Directive no 95/46/CE du 24 octobre 1995.
Le 18 juin 1997 le Comité des affaires juridiques du Parlement Européen décide d'autoriser les brevets sur les organismes vivants.

## Situation actuelle

### Réaction de l'Office européen des brevets
Une des premières entités à avoir reconnu et transposé cette directive fut l’Office européen des brevets (OEB), qui depuis le 1er septembre 1999 a ajouté un nouveau chapitre VI intitulé « Inventions biotechnologiques » au règlement d’exécution de la Convention sur le brevet européen (CBE) de 1973 et remanié la règle 28(6) CBE. Cela est d’autant plus remarquable que, n’étant pas une agence communautaire (des pays non-UE en sont également membres), l’OEB n’avait aucune obligation formelle de transposition de cette directive. En fait, comme le précisa l’OEB dans un communiqué publié à l’occasion de cette mise en conformité, de grandes parties de la directive s’adressaient soit à des notions de droit national (chapitres II et III – Étendue de la protection et Licences obligatoires), soit étaient déjà visées par des articles existant du règlement (Chapitre IV – Dépôt d’une matière biologique, déjà en vigueur à travers les articles 83 et règles 28 et 28bis), ce qui a grandement simplifié l’incorporation des rares éléments réellement nouveaux dans le règlement de l'OEB.
Les modifications requises étaient donc relativement minimes, et cela d’autant plus que la directive reprenait certaines portions de la doctrine développée par l’OEB à travers ses décisions d'octroi et décisions des chambres de recours. Du point de vue de l’Office européen, la directive ne vient donc que préciser quelques points d’interprétation des dispositions de la CBE (notamment les articles 52 à 57 sur les conditions de brevetabilité) – d’où une transposition dans le règlement d’exécution plutôt que dans la CBE elle-même. Comme l'a remarqué l’OEB, « les règlements d’exécution des traités internationaux servent en général à préciser, à interpréter et à développer les dispositions du traité lui-même ». Cette interprétation sert grandement les intérêts de l’OEB, considérant les risques liés à la réunion des États signataires de la Convention, passage obligé pour modifier le texte de celle-ci, qui aurait de fortes chances de pouvoir être comparé à l’ouverture d’une boîte de Pandore: chaque État pouvant être tenté de vouloir négocier l’acceptation de cette modification en échange d’autres ajouts qui serviraient plus directement ses propres intérêts - on sortirait dès lors du cadre strict des biotechnologies.

### Entrée en vigueur
Entrée en vigueur le 30 juillet 1998, la Directive donnait aux États membres jusqu’au 30 juillet 2000 pour la transposer dans leurs droits nationaux respectifs.
En 2005, seuls huit États membres sur quinze avaient effectué cette transposition. Parmi les manquants, les Pays-Bas sont même allés jusqu’à contester cette directive devant la Cour de justice des Communautés européennes (procédure C-377/98, soutenue également par l’Italie et la Norvège), arguant notamment que 
« la brevetabilité d’éléments isolés du corps humain, qui découle de l’article 5, paragraphe 2, de la directive, équivaudrait à une instrumentalisation de la matière vivante humaine, attentatoire à la dignité de l’être humain ».
À cela, la Cour a répondu que la directive prend soin de préciser que le corps humain n’est pas brevetable, en son tout ou ses parties, dans son environnement naturel (à savoir lorsqu’il est rattaché à un individu).
« Seules peuvent faire l’objet d’une demande de brevet les inventions qui associent un élément naturel à un procédé technique permettant de l’isoler ou de le produire en vue d’une application industrielle. »
Dans le cas d'une séquence d'ADN d’origine humaine, ce n’est donc pas tant la séquence elle-même que l’usage que l’on en fait qui importe. La Cour remarque en outre que l’article 6 de la directive, qui interdit notamment le clonage reproductif des êtres humains, les procédés de modification de l'« identité génétique germinale » de l'être humain, et les utilisations d'embryons humains à des fins industrielles ou commerciales, prend soin d’évoquer la suprématie des notions d’ordre public et des bonnes mœurs. Le recours fut donc rejeté le 9 octobre 2001.
Dans l'arrêt du 18 octobre 2011, la CJUE a de même écarté un brevet portant sur des cellules obtenues à partir de cellules souches embryonnaires humaines.

### Le génome humain n'est pas brevetable
Ni l'ADN, ni le génome humain ne peuvent donc faire l'objet de brevets aux fins de la directive, car il ne s'agit pas d'inventions mais de découvertes, c'est-à-dire qu'ils existent déjà et étendent la connaissance du monde, pas l'état de la technique. En cela, la directive reprend effectivement les dispositions de l’article 52 paragraphe (2) de la CBE qui prévoit que :
« ne sont pas considérées comme des inventions (..) les découvertes ainsi que les théories scientifiques ».
La directive interprète l'article 52 de la CBE et l'applique au cas particulier des gènes. L’article 5 paragraphe 1 de la directive prévoit notamment :
« Article 5 - Le corps humain, aux différents stades de sa constitution et de son développement, ainsi que la simple découverte d’un de ses éléments, y compris la séquence partielle d’un gène, ne peuvent constituer des inventions brevetables. »
Cependant, et reprenant presque mot à mot le texte du paragraphe 2 de l’article 3, la directive ajoute :
« Un élément isolé du corps humain ou autrement produit par un procédé technique, y compris la séquence partielle d’un gène, peut constituer une invention brevetable, même si la structure de cet élément est identique à celle d’un élément naturel. »
On a souvent voulu relever que ces deux paragraphes pouvaient être incompatibles : comment la séquence partielle d’un gène humain peut-elle être à la fois brevetable et pas brevetable ? En fait, et comme il est noté dans ce même article, l'invention résulte de l'isolement d'un gène particulier de son environnement naturel grâce à un procédé technique : ce n’est donc pas le gène ou la portion de gène qui est revendiquée, mais plutôt un gène considéré hors de son ensemble humain (et donc réduit à l’idée de simple chaîne d’ADN) et destiné à une utilisation spécifique. Cette invention reste néanmoins toujours soumise au prérequis de nouveauté, d’inventivité et d’applicabilité industrielle (cette dernière étant encore nominalement spécifiée dans le paragraphe 3 de l’article 5, de même que dans le considérant 21): les paragraphes 1 et 2 restent donc compatibles l’un avec l’autre.
Une séquence d’ADN d'origine humaine peut donc être déposée sous diverses conditions :
- en faisant partie d’un système de dépistage pour le diagnostic de maladies génétiques;
- en faisant partie d’un brevet déposé sur le produit de ce gène, produit utilisé à des fins thérapeutiques.

En d’autres mots, en étant utile. Différentes parties d’une séquence d’ADN peuvent être revendiquées dans le même brevet : des promoteurs de l’expression, des mutations particulières à une maladie, des sondes nucléotidiques, les protéines issues du gène et utilisées à des fins thérapeutiques, les vecteurs d’expression (plasmides) créés spécifiquement pour produire une protéine de manière industrielle. Il est important d'insister sur le fait que l’on ne brevète pas la séquence elle-même mais son produit, où l’usage que l’on en fait, c’est-à-dire son application ou son procédé d’isolement, c’est-à-dire encore son utilité industrielle.
La Directive a voulu stimuler l’effet pleinement positif du système de brevets sur la recherche médicale, tout en tenant compte de la controverse suscitée par les premières demandes de brevet sur des séquences de gènes déposées et effectivement accordées avant qu'elle ne soit adoptée. En particulier, elle indique explicitement que des brevets ne doivent pas être accordés lorsque la demande n'indique pas précisément l'application industrielle de la séquence de gènes. On peut donc en déduire que l’obtention d’une licence pour l’utilisation d’un gène n’est pas nécessaire si cette utilisation est complètement différente de celle proposée dans le brevet original (par ex. si un brevet a pour objet un test de dépistage et un autre une thérapie génique).

### Protections et dérogations
Tous les systèmes de brevet en Europe prévoient des dérogations aux droits conférés par un brevet pour permettre la recherche et l'expérimentation sur le sujet faisant l'objet d'un brevet. En outre, des protections telles que des licences obligatoires permettent d'espérer que les titulaires de brevets ne pourront faire un usage abusif de leurs droits en imposant, par exemple, des redevances excessives pour l'utilisation de leur invention qui décourageraient d'éventuels compétiteurs.
L’article 53 a) de la Convention sur brevets et l’article 6 de la Directive visent à protéger le public des dérapages les plus évidents, en refusant les brevets dont la mise en œuvre serait contraire à l’"ordre public". Tombent sous ce chapitre :
- les technologies relevant du clonage des êtres humains.
- les procédés de modification des cellules germinales d’êtres humains;
- les utilisations d’embryons humains à des fins commerciales;
- les procédés de modifications génétiques d’animaux de nature à provoquer chez eux des souffrances sans utilité médicale, ainsi que les animaux issus de tels procédés.

Le trente-huitième considérant de la directive ajoute d’ailleurs que cette liste est purement indicative et nullement exhaustive.
La directive ne supplante cependant pas les législations nationales : elle n’indique que ce qui peut être breveté, et non pas ce qui peut être commercialisé. La recherche, le développement et l’application des inventions restent soumis aux règles des droits nationaux et européens – comme les OGM par exemple. La Directive sur les brevets en biotechnologie permet de breveter le procédé de modification génétique des plantes ainsi que les plantes qui en résultent, mais aucune variété particulière de plantes. Et si un État membre légifère contre la plantation de cultures OGM, le titulaire de brevet ne pourra en faire la culture dans cet État membre.

## Conclusions
Même si les conventions existantes étaient particulièrement austères et laissaient peu de marge pour des généralisations telles que relevées dans le débat public (breveter les êtres humains, la Vie, etc.), le sentier est désormais bien balisé en ce qui concerne la brevetabilité des technologies dérivées du monde du Vivant. Plusieurs problèmes majeurs subsistent cependant : la Directive européenne 98/44 n’a semble-t-il pas su répondre aux craintes d’ordre éthique des pays membres (pourtant infondées aux yeux de la CJCE), et voit son application contestée et repoussée. Il faut également noter que l’évolution des technologies se fait toujours avec une longueur d’avance sur celle du Droit : de nouveaux développements ont déjà lieu (polymorphismes nucléotidiques, bio-informatique) qui ne sont pas prévus par les termes très généraux de la Directive. Enfin, dans la pratique, la décision d'octroi (ou pas) d'un brevet sur une invention biotechnologique reste du ressort de l'Office Européen des Brevets, qui n'est pas une institution communautaire et reste donc susceptible de faire évoluer sa jurisprudence.
Parmi les discussions récentes de cette conception des brevets sur des connaissances, on peut citer la prise de position de l'Union Française des Semenciers qui rappelle précisément que "Pour l’UFS la découverte d’un gène natif et de sa fonction, défini ou non par une séquence, et la découverte d’une recombinaison génétique intéressante dans une plante ne constitue nullement une invention."
En général, les causes de ces controverses tiennent ainsi aux points les plus faibles de la directive. Elle contient des contradictions internes faciles à exploiter sur le plan juridique, livrant la décision à celles des forces économiques qui peuvent y investir le plus. En revanche, le critère d'inventivité n'a pas progressé puisque la seule "indication" d'une application par le déposant suffit en principe à y satisfaire. Or, l'état actuel de la biologie ne permet en rien de prouver ces indications et encore moins de les démontrer expérimentalement. Il est frappant de constater que sur les milliers de brevets déposés sur des gènes censés conférer aux plantes une résistance à la sécheresse, aucun n'ait à ce jour fait l'objet d'une innovation technologique quelconque cultivée dans les champs.
Certains n'hésitent pas à réclamer l'abrogation pure et simple de la directive associée à un respect plus stricte des critères de brevetabilité au regard des progrès scientifiques.